# Carinotrachia carsoniana
Carinotrachia carsoniana är en snäckart som beskrevs av Alan Solem 1985. Carinotrachia carsoniana ingår i släktet Carinotrachia och familjen Camaenidae. IUCN kategoriserar arten globalt som sårbar. Inga underarter finns listade i Catalogue of Life.